# As Salif
As Salif (arabă الصليف) este un oraș de coastă din vestul Yemenului.